# Сухорослов, Леонид Афанасьевич
Леонид Афанасьевич Сухорослов — советский хозяйственный и государственный деятель, лауреат Государственной премии СССР за выдающиеся достижения в труде.

## Биография
Родился в 1928 году на территории современного Пермского края. Член КПСС.
В 1952—1988 — затяжчик обуви Кунгурского обувного комбината / обувного производственного объединения Министерства лёгкой промышленности РСФСР
За большой личный вклад в увеличение производства высококачественных товаров народного потребления был в составе коллектива удостоен Государственной премии СССР за выдающиеся достижения в труде 1986 года.
Заслуженный работник легкой и текстильной промышленности РСФСР.
Жил в Кунгуре.

## Награды
- Орден Ленина (1986)
- Орден Октябрьской Революции
- Орден Трудового Красного Знамени